# Chris Patterson
Chris Patterson (Irlanda, 6 de septiembre de 1968) es un copiloto de rally irlandés que compite en el Campeonato Mundial de Rally con el piloto británico Gus Greensmith.

## Trayectoria
Compitió por primera vez en el Campeonato Mundial de Rally en 1993 y ha ganado el Campeonato Mundial de Rally de Automóviles de Producción con Nasser Al-Attiyah en 2006. Patterson es reconocido como uno de los copilotos del mundo de los rallys con más experiencia. El 29 de junio de 2010 se unió a Petter Solberg para sustituir al copiloto retirado Phil Mills.

## Palmarés

### Títulos
| Año  | Título           | Piloto            | Automóvil          |
| ---- | ---------------- | ----------------- | ------------------ |
| 2006 | Campeón del PWRC | Nasser Al-Attiyah | Subaru Impreza WRX |

### Victorias

#### Victorias en el PWRC
| # | Rally                                  | Temp. | Piloto            | Auto                     |
| - | -------------------------------------- | ----- | ----------------- | ------------------------ |
| 1 | 47ème Tour de Corse - Rallye de France | 2003  | Niall McShea      | Mitsubishi Lancer Evo VI |
| 2 | 25.º Rally Argentina                   | 2005  | Nasser Al-Attiyah | Subaru Impreza WRX STi   |
| 3 | 26.º Rally Argentina                   | 2006  | Nasser Al-Attiyah | Subaru Impreza WRX       |
| 4 | 53rd Acropolis Rally                   | 2006  | Nasser Al-Attiyah | Subaru Impreza WRX       |

#### Victorias en el JWRC
| # | Rally                                  | Temp. | Piloto     | Auto             |
| - | -------------------------------------- | ----- | ---------- | ---------------- |
| 1 | 73ème Rallye Automobile de Monte-Carlo | 2005  | Kris Meeke | Citroën C2 S1600 |

## Resultados

### Resultados en el WRC
| Año  | Equipo                          | Vehículo                  | 1      | 2       | 3       | 4       | 5       | 6       | 7       | 8       | 9      | 10      | 11      | 12      | 13      | 14  | Posición | Puntos |
| ---- | ------------------------------- | ------------------------- | ------ | ------- | ------- | ------- | ------- | ------- | ------- | ------- | ------ | ------- | ------- | ------- | ------- | --- | -------- | ------ |
| 2003 | Kris Meeke                      | Opel Corsa S1600          | MON 29 | TUR Ret | GRE Ret | FIN Ret | ITA Ret | ESP 19  | GBR Ret |         |        |         |         |         |         |     | -        | 0      |
| 2004 | Kris Meeke                      | Opel Corsa S1600          | MON 14 | GRE Ret | TUR Ret | FIN Ret |         |         |         |         |        |         |         |         |         |     | -        | 0      |
| 2004 | Nasser Al-Attiyah               | Subaru Impreza WRX STi    |        |         |         |         | NZL 20  | ARG 14  | FRA 22  | AUS 13  |        |         |         |         |         |     | -        | 0      |
| 2005 | Kris Meeke                      | Citroën C2 S1600          | MON 11 | ITA 20  | GRE 26  | FIN 39  |         |         |         |         |        |         |         |         |         |     | -        | 0      |
| 2005 | Nasser Al-Attiyah               | Subaru Impreza WRX STi    |        |         |         |         | NZL 16  | CYP 18  | TUR 16  | ARG 17  | GBR 21 | AUS 13  |         |         |         |     | -        | 0      |
| 2006 | QMMF                            | Subaru Impreza WRX Spec C | MON 30 | MEX 10  | ARG 15  | GRE 17  | CYP 19  | NZL 26  |         |         |        |         |         |         |         |     | -        | 0      |
| 2007 | QMMF                            | Subaru Impreza WRX Spec C | SWE 27 | MEX Ret | ARG Ret | GRE 19  | IRE 17  |         |         |         |        |         |         |         |         |     | -        | 0      |
| 2008 | QMMF                            | Subaru Impreza WRX STi    | SWE 40 | ARG Ret | GRE Ret |         |         |         |         |         |        |         |         |         |         |     | -        | 0      |
| 2008 | QMMF                            | Subaru Impreza STi N14    |        |         |         | TUR 23  | GBR Ret |         |         |         |        |         |         |         |         |     | -        | 0      |
| 2010 | S. Pavlides                     | Subaru Impreza            | JOR 17 |         |         |         |         |         |         |         |        |         |         |         |         |     | 5º       | 106    |
| 2010 | Petter Solberg World Rally Team | Citroën C4 WRC            |        | BUL 3   | FIN 4   | DEU 5   | JPN 2   | FRA 3   | ESP 2   | GBR 2   |        |         |         |         |         |     | 5º       | 106    |
| 2011 | Petter Solberg World Rally Team | Citroën DS3 WRC           | SWE 5  | MEX 4   | POR 6   | JOR Ret | ITA 3   | ARG 4   | GRE 4   | FIN 5   | DEU 5  | AUS 3   | FRA Exc | ESP Ret | GBR Ret |     | 5º       | 110    |
| 2012 | Ford World Rally Team           | Ford Fiesta RS WRC        | MON 3  | SWE 4   | MEX 3   | POR 3   | ARG 6   | GRE Ret | NZL 3   | FIN 4   | GER 11 | GBR 3   | FRA 26  | ITA 9   | ESP 11  |     | 5º       | 124    |
| 2013 | Abu Dhabi Citroën Total WRT     | Citroën DS3 WRC           | MON    | SWE     | MEX     | POR     | ARG     | GRE     | ITA     | FIN Ret | GER    | AUS Ret |         |         |         |     | -        | 0      |
| 2013 | Tomáš Kostka                    | Citroën DS3 WRC           |        |         |         |         |         |         |         |         |        |         | FRA Ret | ESP     |         |     | -        | 0      |
| 2013 | Qatar M-Sport WRT               | Ford Fiesta RS WRC        |        |         |         |         |         |         |         |         |        |         |         |         | GBR 14  |     | -        | 0      |
| 2014 | Citroën Total Abu Dhabi WRT     | Citroën DS3 WRC           | MON    | SWE 16  | MEX     | POR 13  | ARG     | ITA 10  | POL     | FIN     | GER    | AUS     | FRA     | ESP 15  | GBR     |     | 30.º     | 1      |
| 2015 | Citroën Total Abu Dhabi WRT     | Citroën DS3 WRC           | MON    | SWE     | MEX     | ARG 6   | POR 24  | ITA 10  | POL     | FIN 16  | GER    | AUS     | FRA     | ESP 15  | GBR     |     | 13º      | 9      |
| 2016 | Abu Dhabi Total WRT             | Citroën DS3 WRC           | MON    | SWE 19  | MEX     | ARG     | POR 26  | ITA     | POL     | FIN 16  | GER    | CHN C   | FRA     | ESP 12  | GBR     | AUS | -        | 0      |
| 2017 | Citroën Total Abu Dhabi WRT     | Citroën C3 WRC            | MON    | SWE     | MEX     | FRA     | ARG     | POR 17  | ITA     | POL     | FIN 16 | GER     | ESP 17  | GBR 22  | AUS     |     | -        | 0      |
| 2018 | Citroën Total Abu Dhabi WRT     | Citroën C3 WRC            | MON    | SWE     | MEX     | FRA     | ARG 14  | POR     | ITA     | FIN 37  | GER    | TUR 15  | GBR     | ESP 21  | AUS     |     | -        | 0      |
| 2021 | M-Sport Ford WRT                | Ford Fiesta WRC           | MON    | ART     | CRO 7   | POR 5   | ITA WD  | SAF 4   | EST 32  | BEL 47  | GRE 5  | FIN     | ESP     | MNZ     |         |     | 8º       | 38     |